# Escorpí de mar d'espines curtes

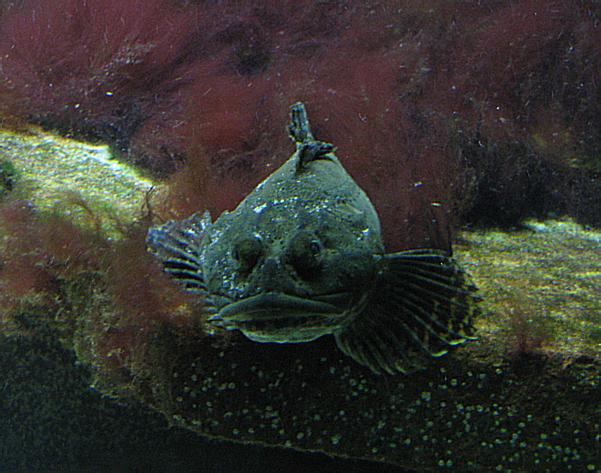
Vista frontal

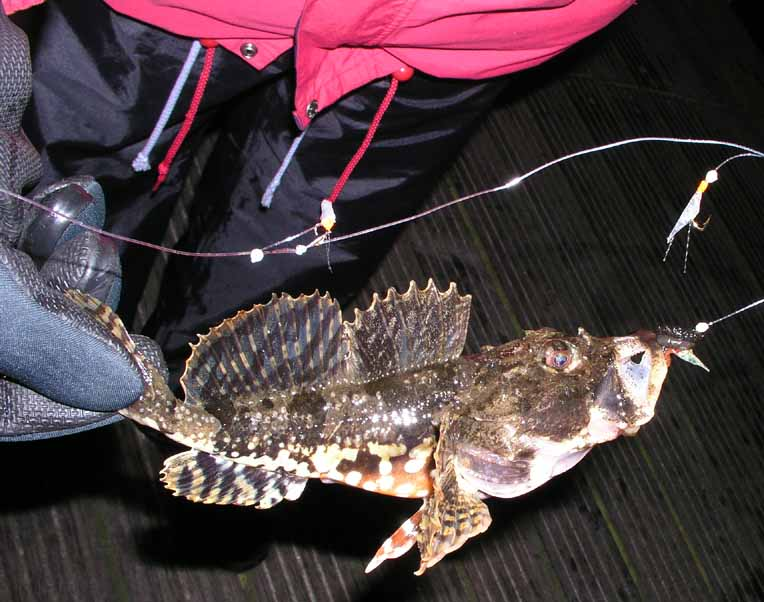
Escorpí de mar pescat al Bàltic.

L'escorpí de mar d'espines curtes (Myoxocephalus scorpius) és una espècie de peix pertanyent a la família dels còtids.

## Descripció
- Fa 60 cm de llargària màxima (normalment, en fa 24)
- Nombre de vèrtebres: 34-39.
- Aleta caudal arrodonida.
- Aletes ventrals en forma de ventall.
- És marró verdós per damunt i, sovint, amb taques fosques i punts brillants de color blanc lletós per sobre de les aletes pectorals. Els mascles són de color vermell cirera a la part inferior i les femelles carabassa clar amb taques blanques.
- Les aletes tenen franges fosques.[3][4][5]

## Alimentació
Menja peixos i crustacis grossos, i, de tant en tant, poliquets i amfípodes.

## Depredadors
És depredat pel bacallà (Gadus morhua) (a Escòcia), el bec de serra gros (Mergus merganser) (a Noruega), el corb marí emplomallat (Phalacrocorax aristotelis) (a Noruega), la foca comuna (Phoca vitulina), Raja eglanteria (als Estats Units) i el dofí mular (Tursiops truncatus) (a Escòcia).

## Hàbitat
És un peix marí, demersal i de clima polar (80°N-40°N, 95°W-60°E) que viu entre 0-451 m de fondària.

## Distribució geogràfica
Es troba a l'Atlàntic oriental (des del sud-est de Groenlàndia, l'illa de Jan Mayen i Islàndia fins a les illes Britàniques, la mar Cantàbrica, el mar del Nord, la mar Bàltica, el sud del mar de Barentsz, la mar Blanca i Spitsbergen), l'Atlàntic occidental (des de la badia de James -el Canadà- fins a Nova York) i l'oceà Àrtic.

## Costums
És bentònic.

## Observacions
És inofensiu per als humans.